# Witwangtodietiran
De witwangtodietiran (Poecilotriccus albifacies) is een zangvogel uit de familie Tyrannidae (tirannen).

## Verspreiding en leefgebied
Deze soort komt voor in zuidoostelijk Peru, noordwestelijk Bolivia en het uiterste westen van Brazilië.

## Status
De grootte van de populatie is niet gekwantificeerd maar de soort wordt omschreven als schaars en met een versnipperde verspreiding. Op de Rode lijst van de IUCN heeft deze soort de status niet bedreigd.